# Andre Wisdom
Pour les articles homonymes, voir Wisdom.
Andre Wisdom, né le 9 mai 1993 à Leeds, est un footballeur anglais qui évolue au poste de défenseur.

## Biographie

### En club
Andre Wisdom commence à jouer au football au Bradford City AFC avant de rejoindre le centre de formation du Liverpool FC en 2008. Rapidement intégré à l'effectif réserve des Reds, il en devient capitaine lors de la saison 2010-2011.
Le 20 septembre 2012, il joue son premier match en équipe première en étant titularisé à l'occasion de la rencontre de Ligue Europa face aux Young Boys. Il se distingue en marquant le second but de son équipe qui remporte le match 3-5. Neuf jours plus tard, il fait sa première apparition sur les terrains de Premier League en étant aligné d'entrée par Brendan Rodgers lors du match comptant pour la 6e journée à Norwich City (victoire 2-5).
Le 22 octobre 2013, il est prêté pour le reste de la saison 2013-2014 à Derby County. Il prend part à 38 matchs avant de réintégrer l'effectif des Reds.
Le 22 juillet 2014, il est prêté pour une saison à West Bromwich Albion avec qui il dispute 26 rencontres. Le 26 mai 2015, Wisdom signe un nouveau contrat de longue durée avec Liverpool.
Le 29 juillet de la même année, il est prêté pour une saison à Norwich City où il dispute quatorze matchs.
Le 31 août 2016, il est prêté pour une saison au Red Bull Salzbourg. Il dispute 24 rencontres toutes compétitions confondues et le club autrichien remporte le doublé coupe-championnat.
Le 16 juin 2017, Wisdom quitte Liverpool pour Derby County, le transfert prenant effet le 1er juillet suivant.

### En équipe nationale
En 2010, Wisdom participe au championnat d'Europe des moins de 17 ans au Liechtenstein. L'Angleterre remporte la compétition en battant l'Espagne notamment grâce à un but de Wisdom (2-1).
Le 5 septembre 2011, il honore sa première sélection en équipe d'Angleterre espoirs lors du match amical face à Israël (victoire 4-1).

## Statistiques
| Saison                | Club                        | Championnat           | Championnat | Championnat | Coupe nationale | Coupe nationale | Coupe de la Ligue | Coupe de la Ligue | Compétition(s) continentale(s) | Compétition(s) continentale(s) | Compétition(s) continentale(s) | Play-offs | Play-offs | Total | Total |
| Saison                | Club                        | Division              | M.          | B.          | M.              | B.              | M.                | B.                | Comp.                          | M.                             | B.                             | M.        | B.        | M.    | B.    |
| 2012-2013             | Liverpool FC                | Premier League        | 12          | 0           | 2               | 0               | 1                 | 0                 | C3                             | 4                              | 1                              | -         | -         | 19    | 1     |
| 2013-2014             | Liverpool FC                | Premier League        | 2           | 0           | -               | -               | 1                 | 0                 | -                              | -                              | -                              | -         | -         | 3     | 0     |
| 2013-2014             | Derby County (prêt)         | Championship          | 34          | 0           | 1               | 0               | -                 | -                 | -                              | -                              | -                              | 3         | 0         | 38    | 0     |
| 2014-2015             | West Bromwich Albion (prêt) | Premier League        | 24          | 0           | 1               | 0               | 1                 | 0                 | -                              | -                              | -                              | -         | -         | 26    | 0     |
| 2015-2016             | Norwich City (prêt)         | Premier League        | 10          | 0           | 1               | 0               | 3                 | 0                 | -                              | -                              | -                              | -         | -         | 14    | 0     |
| 2016-2017             | Red Bull Salzbourg (prêt)   | Bundesliga            | 16          | 0           | 3               | 0               | -                 | -                 | C3                             | 5                              | 0                              | -         | -         | 24    | 0     |
| 2017-2018             | Derby County                | Championship          | 30          | 0           | 1               | 0               | 1                 | 0                 | -                              | -                              | -                              | 2         | 0         | 34    | 0     |
| 2018-2019             | Derby County                | Championship          | 11          | 0           | -               | -               | 2                 | 0                 | -                              | -                              | -                              | -         | -         | 13    | 0     |
| 2019-2020             | Derby County                | Championship          | 18          | 0           | 2               | 1               | -                 | -                 | -                              | -                              | -                              | -         | -         | 20    | 1     |
| 2020-2021             | Derby County                | Championship          | 38          | 1           | -               | -               | 2                 | 0                 | -                              | -                              | -                              | -         | -         | 40    | 1     |
| Total sur la carrière | Total sur la carrière       | Total sur la carrière | 195         | 1           | 11              | 1               | 11                | 0                 | -                              | 9                              | 1                              | 5         | 0         | 231   | 3     |

## Palmarès

### En club
- Red Bull Salzbourg
  - Champion d'Autriche en 2017
  - Vainqueur de la Coupe d'Autriche en 2017.

### En sélection nationale
- Angleterre -17 ans
  - Vainqueur du Championnat d'Europe en 2010.

## Vie privée
En 2020, Wisdom a été emmené à l'hôpital après avoir été poignardé lors d'une "agression non provoquée et d'un vol" alors qu'il rendait visite à des proches à Toxteth, à Liverpool.